# Feel Flows
Feel Flows (Nederlands: Gevoel Vloeit of Vloeiend Gevoel) is een nummer opgenomen door de Amerikaanse rockband The Beach Boys van hun album Surf's Up uit 1971. Het is tevens de titel van hun album uit 2021 met een compilatie van een aantal van hun nummers uit 1969-1971. Het lied is geschreven door gitarist Carl Wilson en bandmanager Jack Rieley, en was een van Carl Wilsons eerste nummers.

## Achtergrond en opname

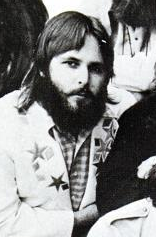
Carl Wilson in 1971

Het basisnummer van "Feel Flows" werd opgenomen voordat Wilson Rieley vroeg om de songtekst voor het nummer te schrijven. In 1971 legde Wilson aan Rolling Stone uit hoe hij de geluidseffecten op het toetsenbord produceerde:
Ik speelde eerst piano en daarna orgel. Ik speelde twee keer piano, overdubde het en gebruikte een oscillator met een variabele snelheid om de track verschillende snelheden te geven, zodat de piano een beetje vals zou klinken, een soort gespreid geluid... en toen zette ik het orgel op en zette het tegelijkertijd via de Moog, zodat de ene kant van de stereo het directe orgelgeluid had en de andere kant de terugkeer via de Moog-synthesizer.
Gevraagd naar het nummer in een interview in 2013 zei Rieley:
Een van de mooiste ervaringen in een studio die ik had. Carl bedacht een rauw concept en gaf me een band, ik nam het mee naar huis en luisterde er keer op keer naar. De teksten begonnen uit mij te vloeien: een weerspiegeling van de gevoelige kant van het leven. Ik ben zo trots op ze. Carls gitaarsolo is misschien wel de beste die hij ooit heeft gespeeld. Er is een stuk in het nummer waar je een synthesizer hoort en dan is er een 'swoesj' -geluid. Een aantal meisjes hebben Carl en mij verteld dat dit het nummer het beste nummer is dat werkt bij een orgasme.
De leadzang van Wilson werd opgenomen met behulp van een averechtse echo. De saxofoon en fluit werden beide gespeeld door jazzmuzikant Charles Lloyd, zoals Mike Love opmerkte: "Het is geweldig. Het is anders dan alles wat we ooit hebben gedaan."

## Ontvangst
Biograaf Jon Stebbins identificeerde het nummer als een hoogtepunt op Surf's Up. Hij zei dat de teksten van Jack Rieley "onzinnig waren, maar perfect pasten bij Carl's luchtige jazzrocknummer. De trippy fasering en synthesizer-elementen in 'Feel Flows', die op maat zijn gemaakt voor de koptelefoon van een stoner, hebben ongetwijfeld meer verrukt dan een paar hippies die op de Surf's Up LP stuitten. Zo modern en vooruitstrevend als de meeste 'zware' muziek in de mainstream rockwereld van 1971." Omgekeerd biograaf Peter Ames Carlin bekritiseerde de teksten als "onmogelijk cryptisch". Record Collector ' Jamie Atkins schreef dat, "ondanks de verlamde teksten", het nummer "sonisch intrigerend blijft, met de lichtheid van aanraking en het natuurlijke gevoel voor arrangeren dat Brian zo goed had gediend."

## Gebruiken in media
- In 1972 werd het nummer gebruikt in de surfdocumentaire Five Summer Stories .[8]
- In 2005 verscheen het op een verzamelalbum met muziek die de Welshe indie-psychedelische popband de Super Furry Animals met de titel Under the Influence heeft geïnspireerd.[9]
- In 2021 werd de titel van het nummer gebruikt voor Feel Flows, een archiefversie gewijd aan de Sunflower- en Surf's Up- periode van de band.[10]
- Het nummer verschijnt in de film: Almost Famous

## Personeel
The Beach Boys
- Carl Wilson - lead- en achtergrondzang, gitaar, basgitaar, piano, orgel, Moog-synthesizer, percussie
- Brian Wilson - achtergrondzang[11]
- Bruce Johnston - achtergrondzang[11]

Extra muzikanten
- Charles Lloyd - saxofoon, fluit
- Woody Thews – percussie